# 23SリボソームRNA

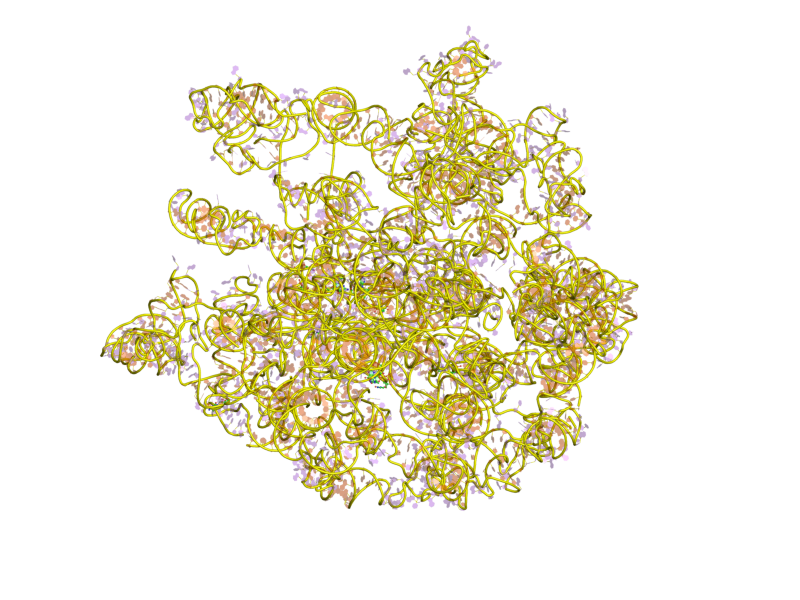
クライオ電子顕微鏡観察に基づいた大腸菌50Sリボソームサブユニットにおける23S及び5S rRNAの3D表現。

23SリボソームRNA（23S rRNA: 23S ribosomal ribonucleic acid）とは、真正細菌/古細菌のリボソームを構成するサブユニットの一つである。大腸菌（Escherichia coli）の場合、長さは2904 ntである。

## 機能
リボソームのペプチジルトランスフェラーゼ活性中心はこのrRNAのドメインVに存在し、このドメインは、翻訳を阻害する抗生物質の最も一般的な結合部位である。このような抗生物質でよく知られたものにはクロラムフェニコール、リネゾリド及びキヌプリスチン-ダルホプリスチンがあり、これらはペプチド結合形成を阻害することによって抗生作用を発現する。16S rRNA遺伝子と比較して、23S rRNA遺伝子では通常、挿入及び/又は欠失を含む配列変異がより高頻度で起こる。
23S LSU rRNAは真核生物の28SリボソームRNAのホモログであり、5.8SリボソームRNAに相当する領域も含まれる。
23S rRNA上の位置G2252、A2451、U2506、及びU2585は、リボソームの大サブユニット（50Sサブユニット）のP部位でのtRNA結合に重要な機能を持つ。ペプチジルtRNAとアミノアシルtRNAはどちらもタンパク質合成とペプチド転移反応において非常に重要であり、そのためにはリボソームとの結合が必要である。サイトPのこれらの位置のヌクレオチドの修飾は、ペプチジルtRNAの結合を阻害する可能性があり、U2555修飾は、ペプチジルtRNAのピューロマイシンへの転移に介入する。さらに、G2251、G2253、A2439、及びU2584の化学修飾では、tRNAの結合を防ぐことはできない。 P部位に結合する50SサブユニットのペプチジルtRNAは、23SrRNAの8つの位置を化学修飾から保護する。一方、23S rRNAは、細胞増殖の変異に影響を与える。変異A1912G、A1919G及びΨ1917Cは強力な成長表現型を持ち、翻訳を妨げるが、変異A1916Gは単純な成長表現型を持ち、50Sサブユニットの欠陥につながる。